# Trino Naranjo
Trino Naranjo es un futbolista mexicano. Jugó para el Club Deportivo Guadalajara de 1947 a 1949.(Hermano de José Naranjo "Chepe Naranjo") Se retiró del fútbol por una lesión grave en rodilla que lo inhabilitó para seguir en la cancha.

## Clubes
| Club        | País   | Año         |
| ----------- | ------ | ----------- |
| Guadalajara | México | 1947 - 1949 |